# Мећа
Мећа (алб. Meqë) је насељено место у општини Ђаковица, на Косову и Метохији. Према попису становништва из 2011. у насељу је живео 181 становник.

## Становништво
Према попису из 2011. године, Мећа има следећи етнички састав становништва:
| Националност | 2011.        |
| Албанци      | 181 (100,0%) |
| Укупно       | 181          |

| Демографија | Демографија | Демографија |
| Година      | Становника  | Становника  |
| ----------- | ----------- | ----------- |
| 1948.       | 143         |             |
| 1953.       | 185         |             |
| 1961.       | 199         |             |
| 1971.       | 208         |             |
| 1981.       | 286         |             |
| 1991.       | 303         |             |
| 2011.       | 181         |             |